# Colonia Santa Teresa
Colonia Santa Teresa är en ort i Mexiko, tillhörande Huehuetoca kommun i delstaten Mexiko. Colonia Santa Teresa ligger i den centrala delen av landet och tillhör Mexico Citys storstadsområde. Orten hade 36 845 invånare vid folkmätningen 2010.